# 任富勇
任富勇（1940年7月10日—2010年10月19日），中華民國政治人物，曾任新竹市市長、國大代表。為新竹市升格後首位中國國民黨籍且做完1任任期4年的市長，也是首位出生於原新竹縣香山鄉而當選省轄市新竹市長的香山人。於市長任內規劃將新竹市分為東區、北區、香山區等3區，並設置區公所作為市政府的派出機構。然而任富勇因不被國民黨提名參選連任新竹市長，設置3區的規劃由下屆市長童勝男才於1990年正式實行。

## 從政經歷
原本在新竹國立清華大學擔任體育副教授，於1985年獲中國國民黨徵召提名參選新竹市升格後第二屆市長選舉並當選。四年後，國民黨決定改支持童勝男參選，由於得不到提名，遂放棄參選連任。
1991年當選第二屆國民大會代表。
1993年以無黨籍身分再度參選新竹市長，以11,919票、7.93%得票率落選。
2010年10月19日過世。